# Dialysekatheter

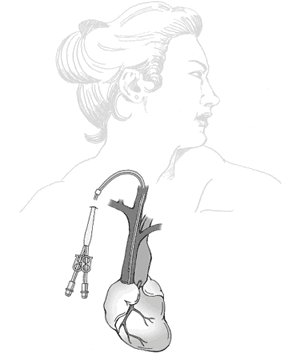
Schematische Darstellung eines doppellumigen Vorhofkatheters

Dialysekatheter sind großlumige zentrale Venenkatheter mit einem oder zwei Lumina, die in einen vorübergehenden oder dauerhaften Zugang zum Blutgefäßsystem zur Blutwäsche (Dialyse) ermöglichen. Es gibt auch dreilumige Katheter, deren drittes Lumen eher gering ist und für Infusionen genutzt werden kann.

## Shaldon-Katheter
Zur Akutdialyse wird in der Regel der nach dem schottischen Nephrologen Stanley Shaldon benannte Shaldon-Katheter verwendet. Wie ein zentraler Venenkatheter (ZVK), wird der Shaldon-Katheter meist über die rechte Vena jugularis interna oder die Vena subclavia in die obere Hohlvene vorgeführt. Er kommt wegen der geringeren Länge nicht vor dem rechten Vorhof zu liegen, sodass der zentrale Venendruck im Gegensatz zum ZVK nicht gemessen werden kann. Seltener wird auch die Leistenvene als Zugangsweg gewählt. Dies ist aus hygienischen Gesichtspunkten, aus Gründen der Mobilisation des Patienten und wegen erhöhter Thrombose-Gefahr problematischer.
Der Shaldon-Katheter kommt auch im Rahmen der Plasmapherese-Therapie zum Einsatz.

## Permanente Vorhofkatheter
Längere Zeiträume bis zur Anlage eines funktionsfähigen Dialyseshunts können mit einem permanenten zentralen Venenkatheter überbrückt werden. Auch eine dauerhafte Dialyse ist hierüber möglich. Eine Möglichkeit ist der nach seinem Erfinder benannte Demers-Katheter.
Der klassische Demers-Katheter ist ein einlumiger Gefäßzugang. Es gibt jedoch auch doppellumige Vorhofkatheter: Ab-/und Zuleitung erfolgen hier parallel. Beide werden üblicherweise operativ über die Vena jugularis externa rechts oder seltener auch via Seldinger-Technik perkutan über die Vena jugularis interna rechts implantiert und bis in den rechten Vorhof vorgeschoben. Der äußere Teil kommt üblicherweise in der Grube unter dem Schlüsselbein zu liegen. Hierbei wird der Katheter durch eine unter der Haut eingebrachte Dacron-Muffe geführt, die im Bindegewebe verwächst und so einen stabilen Halt garantiert. Durch diese Tunnelung wird die Infektionsgefahr deutlich reduziert.

## Umgang und Pflege
Wird der Dialysekatheter nicht für die Hämodialyse genutzt, wird er mit Taurolidin-, Heparin- oder Citratlösung geblockt. Taurolidin reduziert das Infektionsrisiko signifikant. Wegen der obengenannten Probleme, einem hohen Infektionsrisiko sowie hohem Blutverlust bei unsachgemäßer Verwendung, müssen diese Katheter besonders überwacht werden. Sie sollten nicht für Blutabnahmen oder Infusionen verwendet werden.